# Дом С. С. Богомолова
До́м С. С. Богомо́лова — памятник градостроительства и архитектуры, выявленный объект культурного наследия  7830625000, расположенный по адресу Санкт-Петербург пр. Стачек, д. 48, лит. И, объекты адресной системы: 78:15:8228:0:6. Предмет охраны утверждён распоряжением КГИОП от 13.07.2011 № 10-394.«Об утверждении перечня предметов охраны выявленного объекта культурного наследия «Дом С. С. Богомолова».

## История
«Дом С. С. Богомолова» находится по современному адресу пр. Стачек, д. 48, лит. И, напротив Кировского завода. Одно из немногих дошедших до нашего времени зданий 19-го века в этом районе. Внешний вид здания претерпевал изменения, но, в целом, сохранился. (см. старые фотографии в разделе ссылки)
Вдоль Петергофской дороги участки выделялись под имения и строительство дач.

Район, где расположено здание, назывался Шампетр (от французского слова champêtre — сельский).

Пустынные заболоченные земли отвели под строительство дач в 1762 году.

Участок достался Петру Борисовичу Шереметеву. П. Б. Шереметев генерал-аншеф, обер-камергер, граф, сын знаменитого петровского фельдмаршала Б. П. Шереметева.

Просьба о выделении участка была подана в Межевую канцелярию 28.02.1762. Межевой план получен 10.10.1762, «данная» 28.10.1762 .
В 1802 году Николай Петрович Шереметев сын Петра Борисовича Шереметева продал Шампетр банкиру барону А. А. Ралю. А. А. Раль распродал земли. (в некоторых источниках — А. Н. Рааль банкир, барон)

В январе 1835 года имение А. А. Раля было поделено на 12 частей и распродано за неуплату долга.
В 1835 году бывший Шампетр приобрёл коллежский асессор А. И. Гельд.
В 1872 году потомки А. И. Гельда продали один из участков имения купцу С. У. Богомолову (1816—1913).

На участке С. У. Богомолов строил трактиры, доходные дома для рабочих Путиловского завода. Занимался торговлей водкой, кипятком, топлёным молоком, на чём сколотил миллионный капитал и приобрёл земли.
Двухэтажный каменный дом был построен в 1872 году для С. У. Богомолова и его семьи. Имя архитектора не установлено.

Дом использовался для жилья и торговли, отдельный вход был для поступавших товаров. Также, исходя из планировки, в доме были бальный зал, просторная столовая, рабочий кабинет.

В 1881 году, прошедшая мимо этого дома улица стала называться Богомоловской (по фамилии владельца земель) ныне это улица Возрождения.
На Богомоловской улице жил дедушка Ю. А. Гагарина первого космонавта — рабочий путиловец Тимофей Матвеевич Матвеев.
К концу XIX века семейный бизнес перешёл к Степану Семёновичу Богомолову (1852—1918) сыну Семёна Ульяновича Богомолова.
В его честь и назван объект культурного навледия «Дом С. С. Богомолова».

С. С. Богомолов стал распродавать родительские трактиры и кабаки.
В 1898 году С. С. Богомолов пожертвовал два земельных участка позади дома под строительство Путиловской церкви (церкви во имя святителя Николая Чудотворца и святой мученицы царицы Александры). Церковь была построена в 1902—1906 гг. по проекту В. А. Косякова.

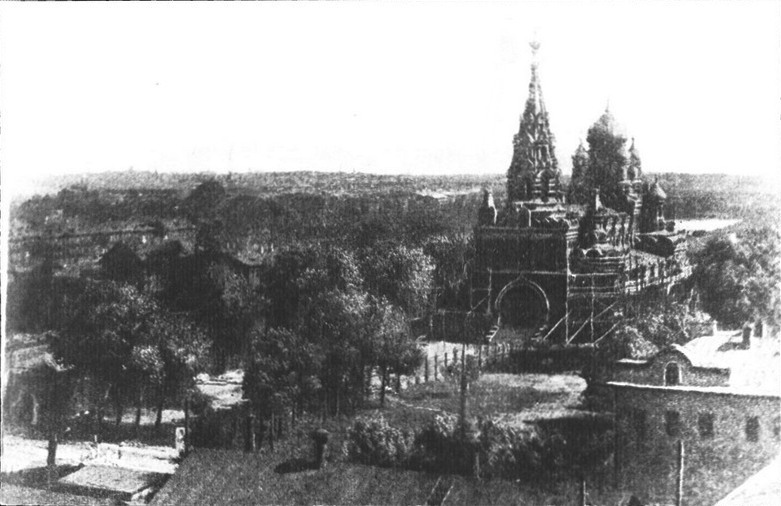
Путиловская церковь (церковь святителя Николая Чудотворца и мученицы Царицы Александры)
Винизу справа изображения Дом С. С. Богомолова частично виден. 1902—1906 гг.

Между 1901 и 1916 гг. дом перестраивался, достраивался.
- Четырёхэтажный корпус был пристроен к южному фасаду дому, но после 1957 г. был разобран. Сохранилась лишь пристройка к южному фасаду дома.
- Двухэтажная пристройка к северной части дворового фасада. Первый этаж каменный, второй деревянный. При реставрации внешний вид деревянной части был сымитирован.
- До 1901 года дом был Т-образный в плане, двухэтажный.
- В 1901 году был произведен капитальный ремонт с частичной перестройкой. (произведены демонтаж исторического объёма главной лестницы со стороны дворового фасада, добавлены оконные проёмы на 1 и 2 этажах, добавлен новый объём лестницы с двухэтажной пристройкой,...)

В конце 1917 года в доме разместился отдел ЧК.

В 1918 году С. С. Богомолов был обвинён в контрреволюционной деятельности. Впоследствии был и расстрелян вместе с сыновьями.
В здании до 1970-х гг. располагались поликлиника и аптека (надпись Аптека хорошо видна на старых фотографиях).

С 1970-х по 1990-е гг. здесь работали текстильно-галантерейное производство — Объединение «Север» и магазин хозяйственных товаров.
Приказом КГИОП от 20.02.2001 № 15 дом был включён в «Список вновь выявленных объектов, представляющих историческую, научную, художественную или иную культурную ценность» — «Дом С. С. Богомолова».
В 2007 году дом был передан в пользование Северо-западного межрегионального управления Росаэронавигации по распоряжению КУГИ СПб. В 2010 году Росимущество изъяло объект.

В 2011 году четыре месяца владела ГУП «Дирекция по инвестиционной деятельности».

В 2021 году шло оформление для передачи в пользование Северо-западному территориальному управлению Федерального агентства по обустройству государственной границы Российской Федерации.
В 2018 году объект культурного наследия «Дом С. С. Богомолова» был сдан в аренду ООО «Питер».

В 2021 году арендатор выкупил объект в собственность.

2022—2023 гг. проведены капремонт и реставрация дома.
Внешний вид сохранившегося дома.

Двухэтажное прямоугольное в плане кирпичное здание, фасады оштукатурены, состоит из основного объёма и двух Г-образных пристроек.

«Композиция лицевого фасада трехчастная, подчеркнута боковыми ризалитами, акцентированными фигурными аттиками с арочными проёмами.» 

Четырёхгранная низкая башенка с шатром располагается над южным ризалитом, крыша высокая четырёхскатная. На фасаде лепнина.
Частично сохранились фрагменты четырёхэтажного корпуса, пристроенного в 1901—1916 гг. с южной стороны дома.
Сохранилась пристройка 1901—1916 гг. в северной части дома к дворовому фасаду. 1-й этаж пристройки выполнен из кирпича, с штукатурной отделкой, содержит арочный проём на северном фасаде.
2-й этаж — был деревянным.

На северном и лицевом фасадах сохранилась лепнина (архитектурный декор). На южной части частично отсутствует.
Подоконный декор, а также венчающий карнизы — профилированный, на кронштейнах в виде волют с гутами, со сложным фризом, декорированным овами, сухариками, иониками. Рельефные изображения вазонов с драпировкой располагаются на наличниках окон с «ушками».

Известняковый цоколь по периметру фасада.
Детальное описание можно прочитать в Акте по результатам государственной историко-культурной экспертизы проектной документации на проведение работ по сохранению выявленного объекта культурного наследия «Дом С. С. Богомолова»
Современный адрес Санкт-Петербург, пр. Стачек, д. 48, Лит. И, ранее название улицы и нумерация домов менялась несколько раз.

## Галереи

### Современный вид

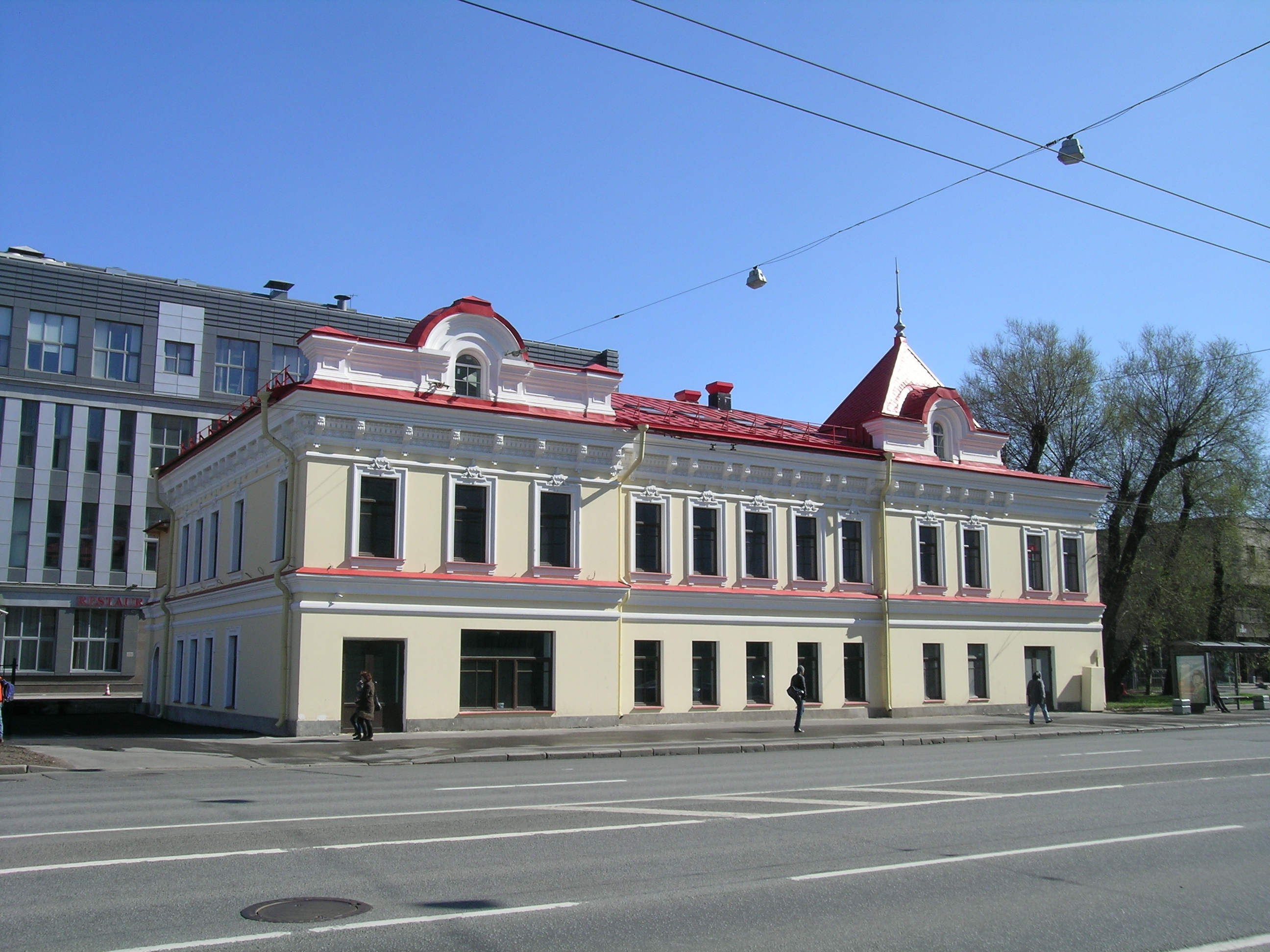
со стороны пр. Стачек
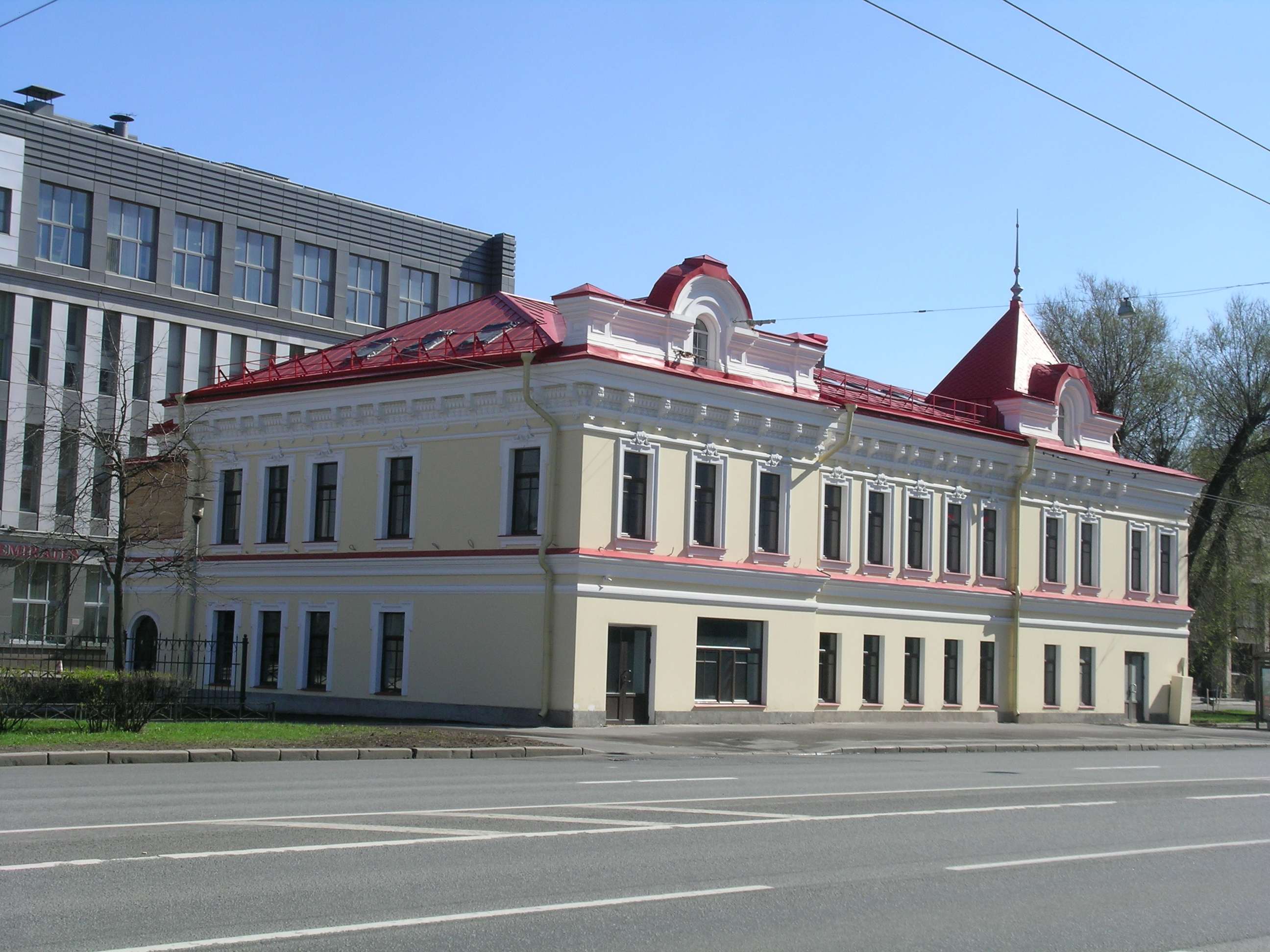
со стороны пр. Стачек
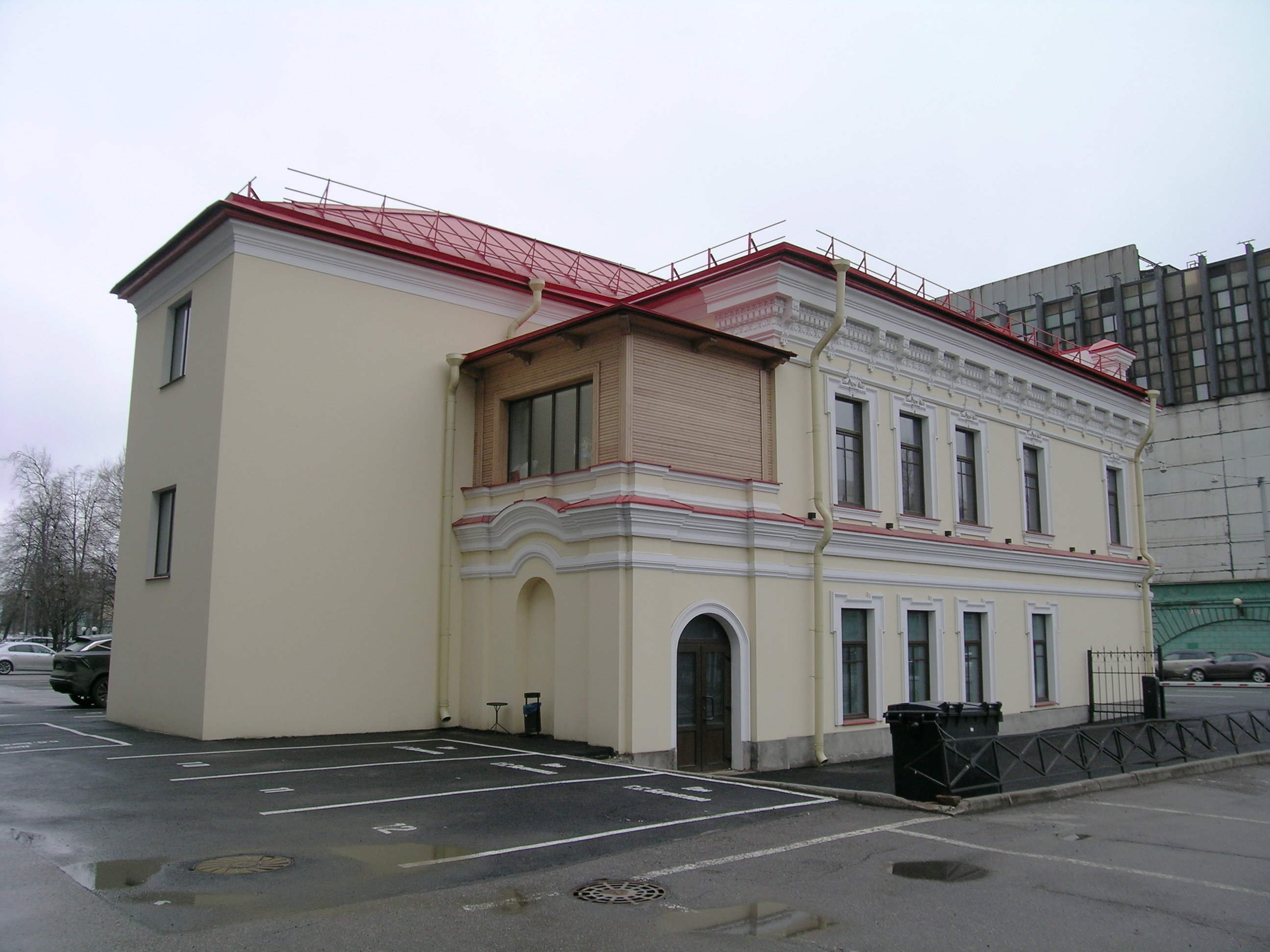
с северной стороны
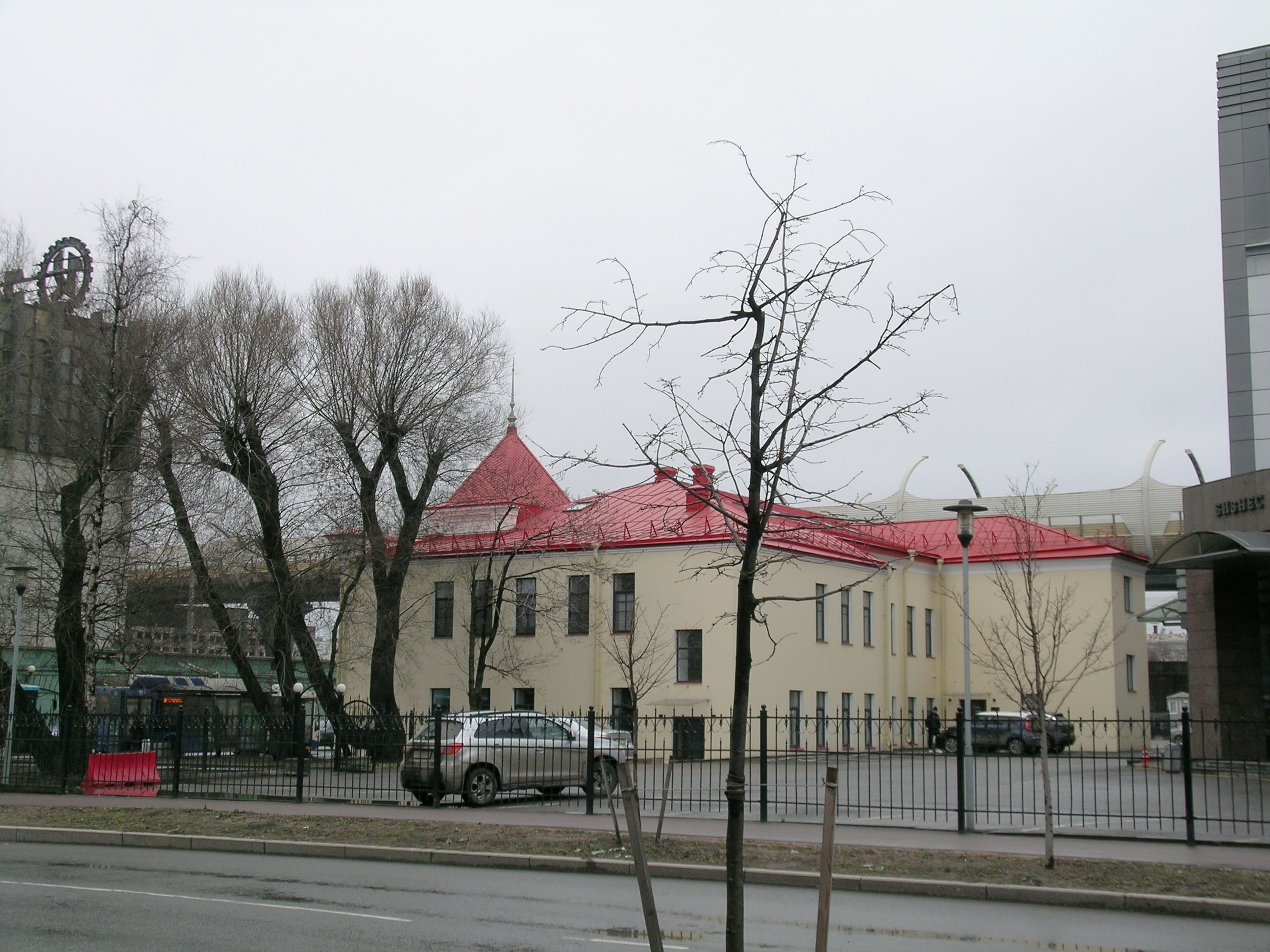
с восточной стороны

### Исторические фотографии

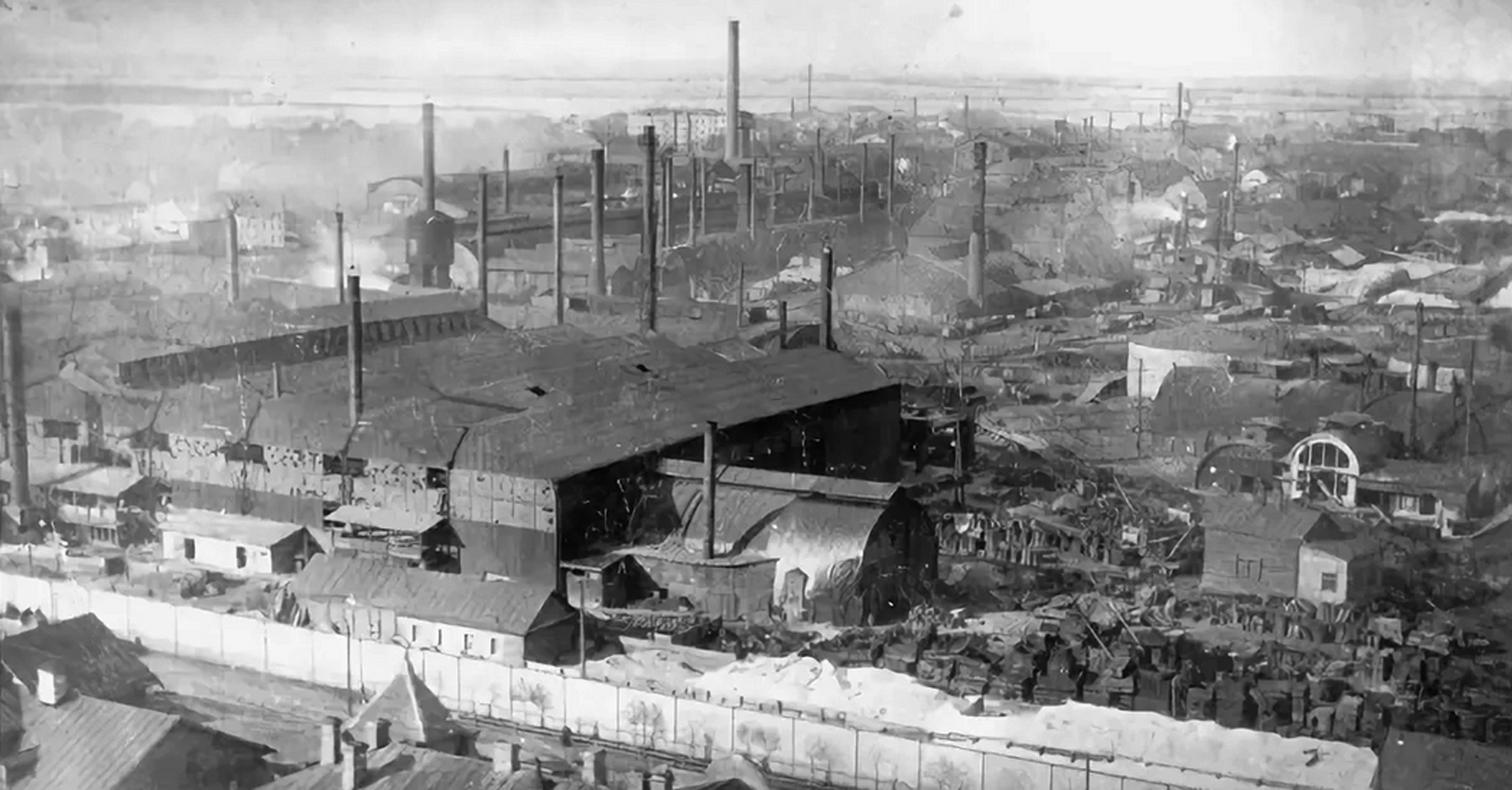
Путиловский завод в конце 1890-х. Внизу изображения Дом С. С. Богомолова частично виден.
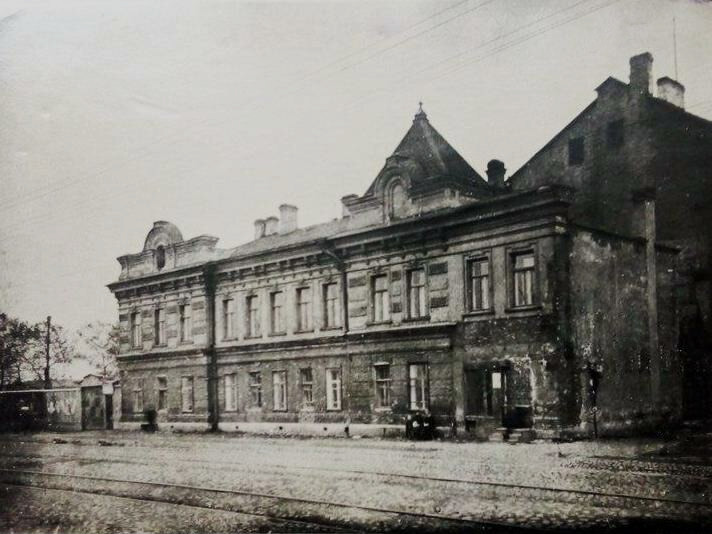
Дом С. С. Богомолова в начале XX века.
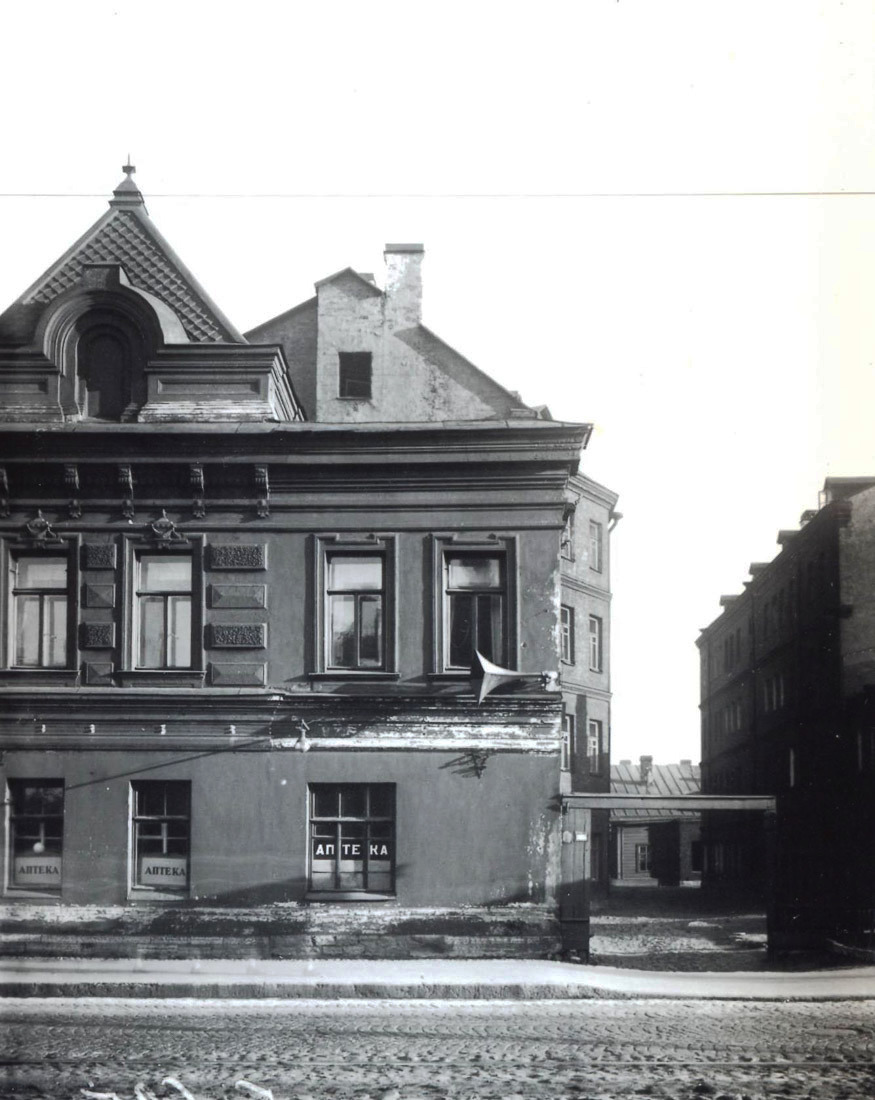
Дом С. С. Богомолова в начале XX века, правая часть фасада.
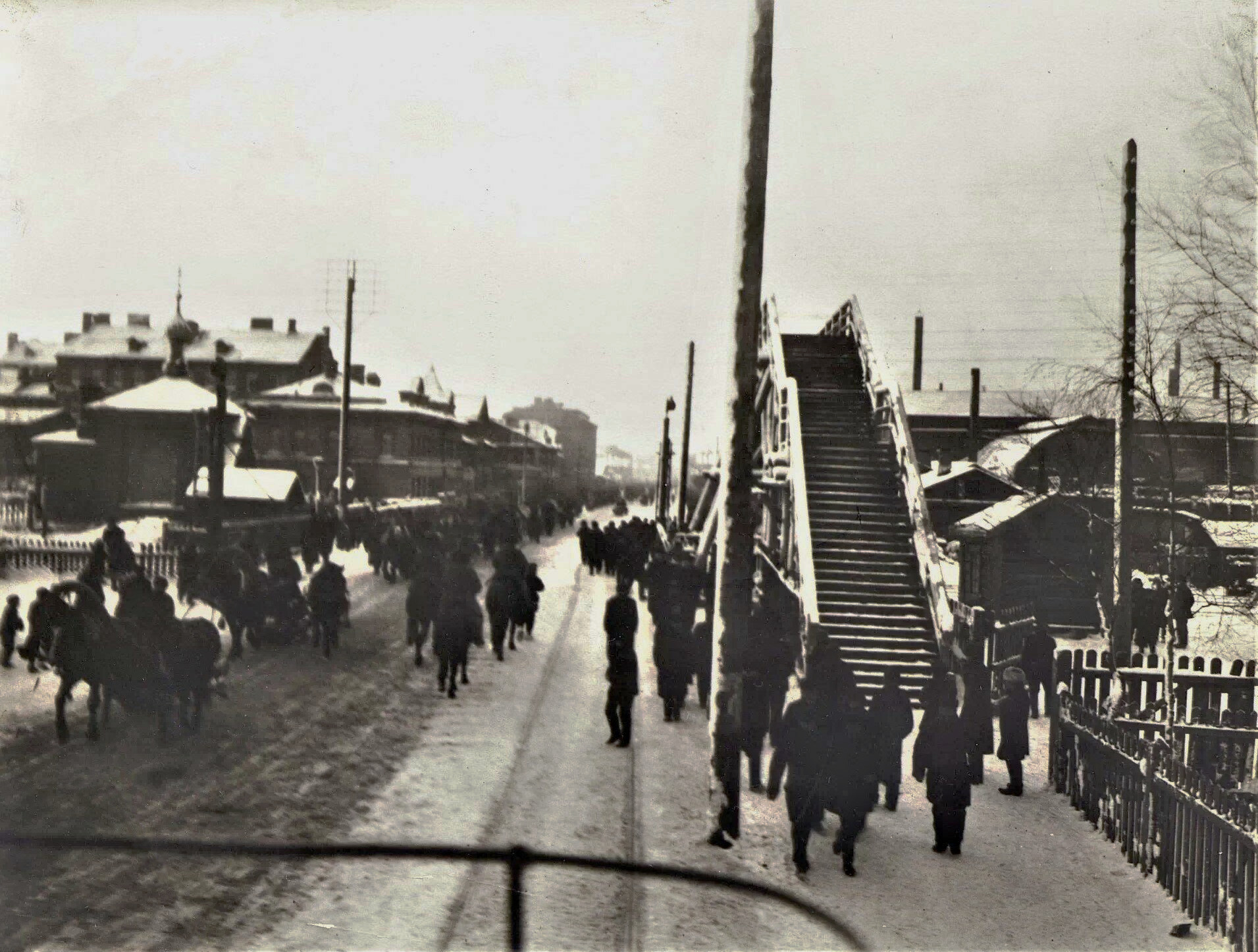
Дом С. С. Богомолова в левой части изображения. Предположительно, 1905 г.
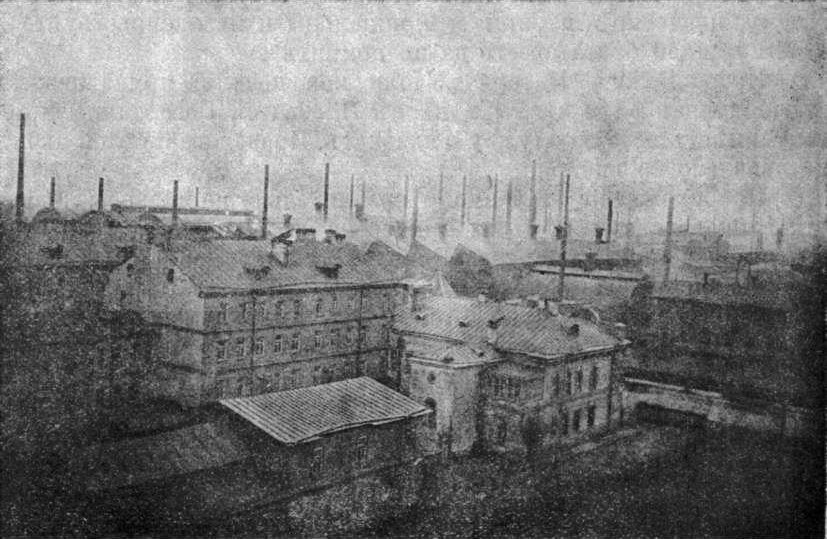
Дом С. С. Богомолова в начале XX века. В правой части фотографии.

## Архивы
- ЦГАКФФД СПб. Фотодокументы. Опись 1ГР-52. Ед.хр.78593 1938 г..
- ЦГАКФФД СПб. Фотодокументы. Опись 1ГР-45. Ед.хр.68522 1938 г..
- ЦГАКФФД СПб. Фотодокументы. Опись 1ГР-52. Ед.хр.78594 1938 г..
- ЦГАКФФД СПб. Фотодокументы. Опись 1ГР-52. Ед.хр.78595 1938 г..
- ЦГАКФФД СПб. Фотодокументы. Опись 1БР-58. Ед.хр.74806 1958 г..
- ЦГАКФФД СПб. Фотодокументы. Опись 1АР-155. Ед.хр.220870 Общий вид дома № 50 по проспекту Стачек (бывший особняк С. С. Богомолова, вторая половина XIX века.)
- ЦГИА СПб (есть материалы) [4].
- ЦГИА СПб. Фонд 513. Опись 169. Дело 221 План Нарвской части с обозначением городских недвижимых имуществ
- Архив КГИОП (есть материалы).
- РГИА. Ф. 1088. Оп. 12. Д. 40. Л. 5 [2].
- РГИА. Ф. 1088. Оп. 12. Д. 45. Л. 2..
- РГИА. Ф. 1088. Оп. 12. Д. 61. Л. 2..
- РГИА. Ф. 1088. Оп. 12. Д. 345.
- РГИА. Ф. 1102. Оп. 1. Д. 461. Л. 54..
- РГИА. Ф. 1487. Оп. 4. Д. 179..
- РГИА. Ф. 468. Оп. 1. Ч. 1. Д. 538. Л. 11, 59..